# Oleksandr Kosenko
Oleksandr Petrovyč Kosenko (in ucraino Олександр Петрович Косенко?; Dnipropetrovs'k, 18 gennaio 1970) è un allenatore di calcio a 5 ed ex giocatore di calcio a 5 ucraino.

## Carriera
Con la nazionale maschile di calcio a 5 dell'Ucraina ha disputato, da giocatore, il FIFA Futsal World Championship 1996 nel quale la selezione est-europea, alla sua prima apparizione, è giunta al quarto posto finale, sconfitta nella finalina dalla Russia. Nello stesso anno aveva partecipato all'edizione inaugurale del campionato europeo, in cui l'Ucraina si era classificata quinta. Conclusa la carriera da giocatore, il 27 giugno 2014 è stato nominato commissario tecnico dell'Ucraina che guiderà per oltre un decennio.

## Palmarès

### Giocatore
- Campionato ucraino: 5

Mechanyzator: 1994-1995
Lokomotyv Odessa: 1996-1997, 1997-1998
Šachtar: 2003-2004, 2004-2005
- Coppa d'Ucraina: 6

Mechanyzator: 1994-1995, 1995-1996
Lokomotyv Odessa: 1996-1997, 1997-1998
Šachtar: 2002-2003, 2003-2004
- Coppa di Russia: 1

Alfa Ekaterinburg: 2001

### Allenatore
- Coppa d'Ucraina: 1

Enerhija Leopoli: 2013-2014